# Wawelia gerholdi
Genre
Espèce
Wawelia gerholdi, unique représentant du genre Wawelia, est une espèce éteinte d'amphibiens anoures de la famille des Ceratophryidae. Elle a été découverte dans le Miocène moyen de la formation de Collón-Curá en Patagonie (Argentine).

## Répartition
Wawelia gerholdia été découverte dans la province de Río Negro en Argentine.

## Publication originale
- (es) Casamiquela, « Sobre un par de anuros del Mioceno de Rio Negro (Patagonia) Wawelia gerholdi n. gen et sp. (Ceratophrydidae) y Gigantobatrachus parodii (Leptodactylidae) », Ameghiniana, vol. 3,‎ 1963, p. 141-160.